# Gran moschea dello Sceicco Zayed
La Gran moschea dello Sceicco Zayed (in arabo جامع الشيخ زايد الكبير‎?) è una moschea situata ad Abu Dhabi, capitale degli Emirati Arabi Uniti, ed è considerata il luogo di culto più importante del paese.
Il progetto venne voluto dallo sceicco Zayed bin Sultan Al Nahyan, all'epoca presidente degli Emirati Arabi Uniti, che volle creare una struttura in grado di unire le diversità culturali del mondo islamico con i valori storici e moderni dell'architettura e dell'arte. La tomba di Zayed si trova sul terreno a fianco della moschea, che venne costruita dal 1996 al 2007 ed è la più grande del paese. Il complesso degli edifici misura circa 290 per 420 metri ed è realizzato su un'area complessiva di più di 12 ettari che comprende il piazzale antistante e il parcheggio per i veicoli.
Durante la preghiera del venerdì e le festività della fine del Ramadan e del sacrificio può ospitare più di 41.000 persone.
Gli uffici del centro culturale della gran moschea, che organizzano i servizi durante le preghiere e svolgono attività culturali, educative e turistiche, sono situati vicino ai minareti occidentali.
La biblioteca, che si trova nel minareto nord-orientale, mette a disposizione della comunità molti libri classici e pubblicazioni con tematiche islamiche come scienza islamica, storia islamica, calligrafia araba, arte islamica, monete, e include alcuni rari libri risalenti al XIX secolo. Al fine di ricomprendere le diversità del mondo islamico e degli Emirati Arabi Uniti, la collezione libraria comprende pubblicazioni in molte lingue, tra cui arabo, inglese, francese, italiano, spagnolo, tedesco e coreano.

## Progetto
Il progetto e la costruzione della Gran Moschea dello Sceicco Zayed aveva l'intento di "unire il mondo", impiegando artigiani e materiali provenienti da molti paesi, tra cui Cina, Germania, India, Iran, Italia, Macedonia, Malesia, Marocco, Nuova Zelanda, Pakistan, Regno Unito, Turchia ed Emirati Arabi Uniti.
Più di tremila operai e trentotto imprese hanno lavorato per decorare la moschea, utilizzando materiali naturali di lunga durata, come marmo, oro, gemme semi-preziose, cristalli e ceramiche. L'edificio è stato invece realizzato dall'impresa italiana Impregilo assieme a Rizzani de Eccher.
L'architettura della Gran Moschea è ispirata allo stile persiano, mughul e moresca. In particolare, la forma della cupola e la pianta della moschea ricalcano quelle della Moschea imperiale di Lahore (Pakistan) e della Moschea di Hassan II di Casablanca (Marocco).
Gli archi sono sostanzialmente moreschi, mentre i minareti sono in stile arabo classico.

## Descrizione
La moschea può accogliere più di 40.000 fedeli, di cui 7.000 nella sala di preghiera principale, oltre a 1.500 in ognuna delle due sale laterali (di cui una riservata alle donne).
Da ognuno dei quattro angoli del corte interna si innalza un minareto di 107 metri d'altezza.
La corte, con decorazioni floreali, si estende per circa 17.000 m², ed è considerato uno dei più grandi mosaici di marmo del mondo:
- il marmo di Sivec proveniente da Prilep (Macedonia) è stato utilizzato per i 115.119 m² del rivestimento esterna della moschea e dei minareti;
- il marmo di Lasa (Alto Adige) è stato usato per le scale interne;
- il marmo di Makrana (India) è stato usato nelle pertinenze ed uffici;
- Altri marmi usati sono l'Acquabianca e il Bianco (dall'Italia) e il Bianco orientale e il Verde Ming (dalla Cina).

Gli specchi d'acqua lungo i portici riflettono le colonne della moschea, che di notte diventano colorate, grazie ad un sistema di illuminazione unico è stato progettato dagli architetti Speirs e Major per evidenziare le fasi lunari: nuvole grigio-blu sono proiettate da un fascio di luce sulle pareti esterne, per ottenere un'atmosfera più luminosa o scuro a seconda della posizione della luna.

### Interni
Il tappeto della sala di preghiera principale è il più grande mai realizzato in Iran ed è stato disegnato dall'artista iraniano Ali Khaliqi: misura 5.627 m², è stato prodotto con circa 2,268 miliardi di nodi realizzati in due anni di lavoro da 1.200-1.300 artigiani che hanno utilizzato lana dell'Iran e della Nuova Zelanda, con un peso complessivo di 35 tonnellate. Per il suo trasporto sono stati utilizzati 3 aerei.
I lampadari sono stati realizzati con cristalli Swarowski dall'azienda Faustig di Monaco di Baviera e quello principale è il più grande lampadario al mondo presente all'interno di una moschea e il terzo più grande del mondo, con un diametro di 10 metri e un'altezza di 15 metri.
Le 96 colonne interne di marmo sono intarsiate con pietre dure e madreperla.
I 99 nomi di Dio nel Corano sono presenti sul muro della Qibla con la tradizionale calligrafia cufica nel noto calligrafo emiratino Mohammed Mandi Al Tamimi. La Qibla dispone anche di un'illuminazione a fibre ottiche sottili, integrata nella decorazione.
Il marmo utilizzato per la costruzione è italiano, altoatesino di Lasa.
All'interno della moschea sono presenti tre stili di calligrafia: Naskh, Thuluth e Cufico, tracciati da Mohammed Mandi Al Tamimi, dal siriano Farouk Haddad e dal giordano Mohammed Allam.